# Конгар, Ив
Ив-Мари-Жозеф Конгар (фр. Yves-Marie-Joseph Congar; 8 апреля 1904, Седан, Франция — 22 июня 1995, Париж, Франция) — французский кардинал, доминиканец и крупный католический богослов, не имевший епископской ординации. Кардинал-дьякон с титулярной диаконией Сан-Себастьяно-аль-Палатино с 26 ноября 1994. Один из ведущих французских теологических экспертов на Втором Ватиканском соборе, сторонник линии собора на обновление церкви и экуменизм.